# مینزی
گونگ مین-جی (به کره‌ای: 공민지) (زاده ۱۸ ژانویه ۱۹۹۴) که به طور حرفه‌ای با نام مستعار مینزی (به کره‌ای: 민지) شناخته می‌شود، خواننده و ترانه‌سرا اهل کره جنوبی است وی کوچک ترین عضو گروه توانی‌وان بوده و از نوادگان کنفوسیوس میباشد.
او از سال ۲۰۰۹ یعنی زمانی که کار خود را شروع کرد تا سال ۲۰۱۸ قوی ترین دنسر زن کیپاپ بوده و حال صاحب معروف ترین آکادمی رقص کره است
او همچنین در اکتبر سال گذشته کمپانی خود را با نام mz اینترتینمت ، تاسیس کرد
او بعد از فوت مادر بزرگش در سال ۲۰۱۲ افسردگی گرفته است